# Faustmesser

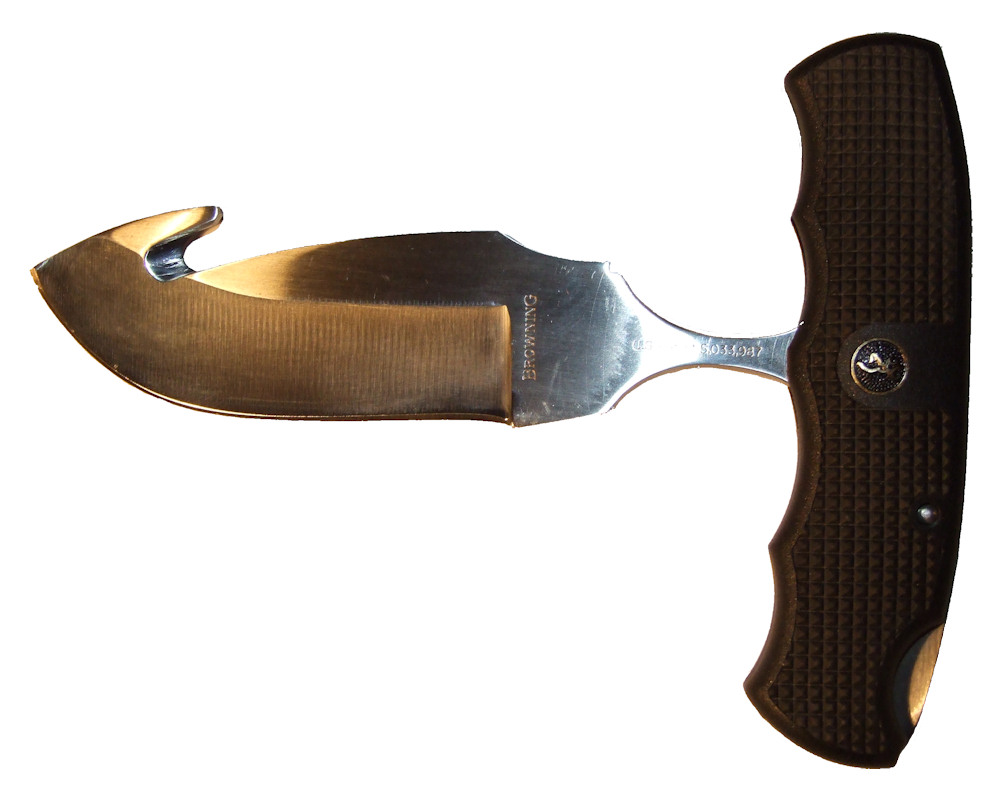
Modernes Faustmesser mit Aufbrechhaken

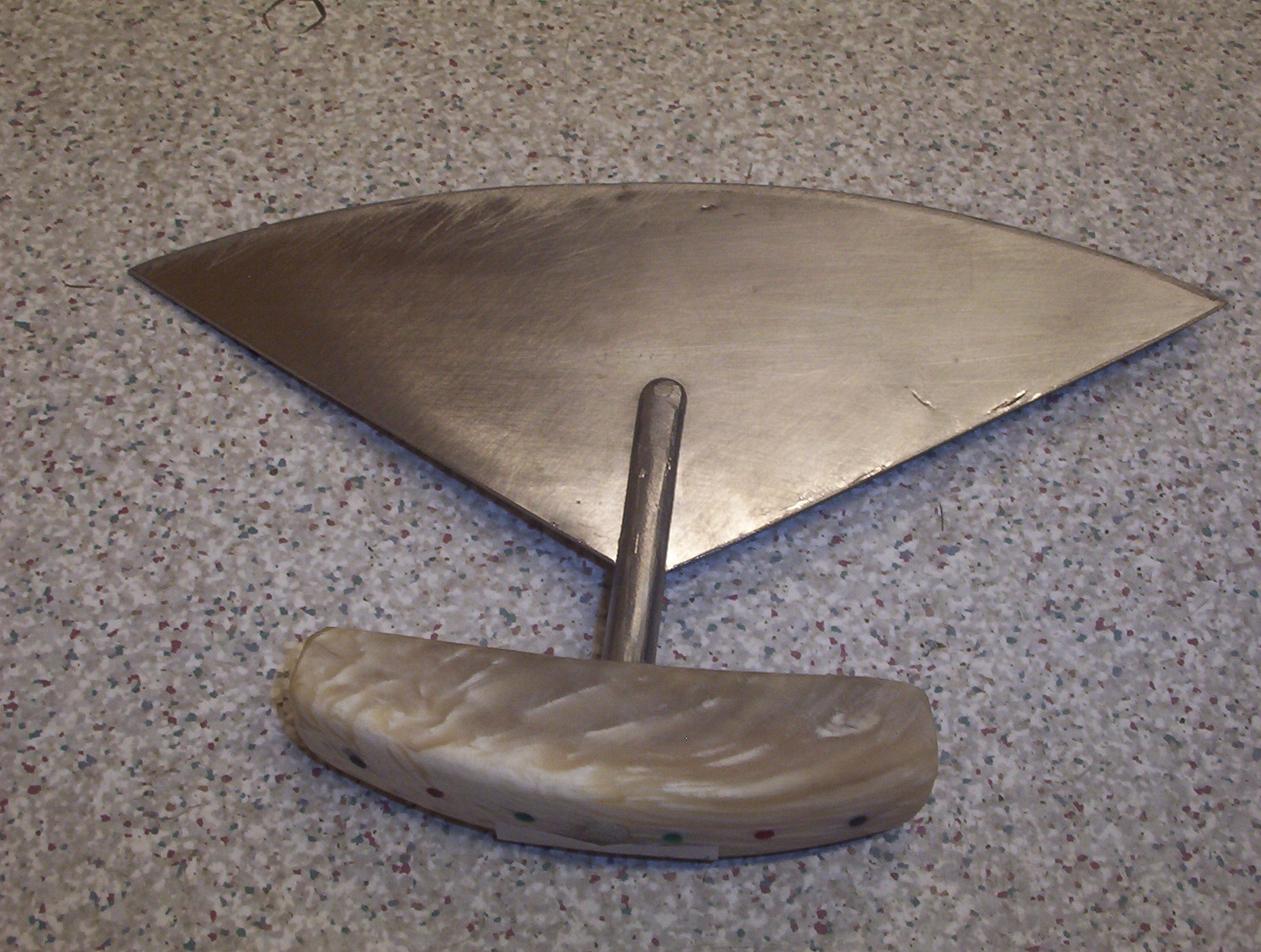
Das Ulu, ein traditionelles Faustmesser der Eskimo-Frauen

Ein Faustmesser ist ein Messer, bei dem die Klinge im 90°-Winkel zum Griff angebracht ist. Der Griff liegt also bestimmungsgemäß quer in der Handfläche, während die Klinge entweder zwischen Mittel- und Ringfinger oder Mittel- und Zeigefinger zum Vorschein kommt. Diese Bauform ermöglicht sehr kompakte Messer. Es gibt sie als sogenannte „Stoßdolche“ mit Dolchklingen und als teilweise sogenannte „Eskimomesser“ mit breiten Klingen in „Skinner“-Form oder als Drop-Point-Klinge. Diese ermöglichen durch ihre Bauform ein besonders präzises und kraftsparendes Schneiden aus dem Handgelenk und werden von Jägern u. ä., früher auch von Kürschnern, zum Aufbrechen, Häuten und Zerwirken verwendet. Durch die Griffhaltung ist, insbesondere in Verbindung mit einer Dolchklinge, ein kräftiges Zustechen möglich, da sich die Kraft auf die Handfläche des Trägers verteilt und durch diese Trageweise ein Abrutschen in die Klinge ausgeschlossen werden kann.
Kein Faustmesser im eigentlichen Sinn ist das Katar, eine traditionelle dolchartige Stichwaffe aus Persien und Nordindien.

## Rechtslage
Mit der Begründung, dass andernfalls ein Ausweichen durch Tätergruppen von den anderen, nunmehr ebenfalls verbotenen Messertypen zu erwarten wäre, sind Faustmesser seit der Novelle des Waffengesetzes vom 10. September 2004 in Deutschland verboten, lediglich Jägern und Kürschnern ist die fachliche Benutzung weiterhin erlaubt. In Österreich besteht kein Verbot einer bestimmten Messerart, so dass Faustmesser, auch wenn sie als Waffe im Sinne des Waffengesetzes eingestuft werden sollten, prinzipiell erlaubt sind.
Auch in Dänemark und Spanien sind Faustmesser (llaves de pugilato oder puños americanos) verboten.